# Bonas
Bonas ist eine französische Gemeinde mit 116 Einwohnern (Stand 1. Januar 2022) im Département Gers in der Region Okzitanien (vor 2016: Midi-Pyrénées). Sie gehört zum Arrondissement Auch (bis 2016: Arrondissement Condom) und zum Kanton Gascogne-Auscitaine.
Die Einwohner werden Bonassiens (Singular) bzw. Bonassiennes (Plural) genannt.

## Geographie
Bonas liegt circa 20 Kilometer nordwestlich von Auch in der historischen Provinz Armagnac.
Umgeben wird Bonas von den vier Nachbargemeinden:
|                     | Rozès                                       | Castéra-Verduzan |
| Saint-Paul-de-Baïse | Kompassrose, die auf Nachbargemeinden zeigt |                  |
|                     |                                             | Jegun            |

Bonas liegt im Einzugsgebiet des Flusses Garonne.
Die Baïse, einer seiner Nebenflüsse, bildet zu einem großen Teil die natürliche Grenze zur westlichen Nachbargemeinde Saint-Paul-de-Baïse.
Nebenflüsse der Baïse durchqueren das Gebiet der Gemeinde,
- der Ruisseau Larranchélan,
- der Ruisseau de Cavé,
- der Ruisseau de Herran und
- die Auloue.[2]

## Einwohnerentwicklung
Nach Beginn der Aufzeichnungen stieg die Einwohnerzahl bis zu Beginn des 19. Jahrhunderts auf einen Höchststand von rund 245. In der Folgezeit sank die Größe der Gemeinde bei zwischenzeitlichen Erholungsphasen bis zu den 1980er Jahren auf rund 55 Einwohner, bevor sich seit Beginn des 21. Jahrhunderts eine Wachstumsphase einstellte.
| Jahr                       | 1962 | 1968 | 1975 | 1982 | 1990 | 1999 | 2006 | 2011 | 2020 |
| Einwohner                  | 88   | 72   | 66   | 54   | 63   | 56   | 75   | 93   | 136  |
| Quellen: Cassini und INSEE |      |      |      |      |      |      |      |      |      |

## Sehenswürdigkeiten

### Schloss
Das Schloss gehörte einer langen Linie von Grundherrenfamilien, zunächst Vasallen des englischen Königs, danach des Grafen von Armagnac. Zu Beginn des 18. Jahrhunderts ließ die Familie Pardailhan das Schloss neu errichten. Im 19. Jahrhundert wurde das Gebäude vergrößert und vervollständigt. Das Schloss und der Park befinden sich auf einen Felsvorsprung, dessen Zugang über eine Zedernallee führt, die von Nebengebäuden und der Destillerie von Antoine de Melet gesäumt wird. Das Schlossgebäude besitzt einen rechteckigen Grundriss und ist auf den Felsen gebaut, der in seinen großen Kellern sichtbar ist, wo das Fundament des früheren Donjons ist. Die Terrasse befindet sich oberhalb einer Orangerie, die mit einem Tonnengewölbe versehen ist. Im Inneren gibt es unter anderem eine Treppe im Louis-quatorze-Stil, zwei übereinanderliegende Säulenhallen aus dem 19. Jahrhundert und Zimmer mit Täfelungen im Louis-quinze-Stil. Das Schloss ist in Teilen seit dem 15. Juni 1976 als Monument historique eingeschrieben. Es befindet sich in Privatbesitz, die Destillerie kann jedoch besucht werden.

### Pfarrkirche Saint-Barthélemy

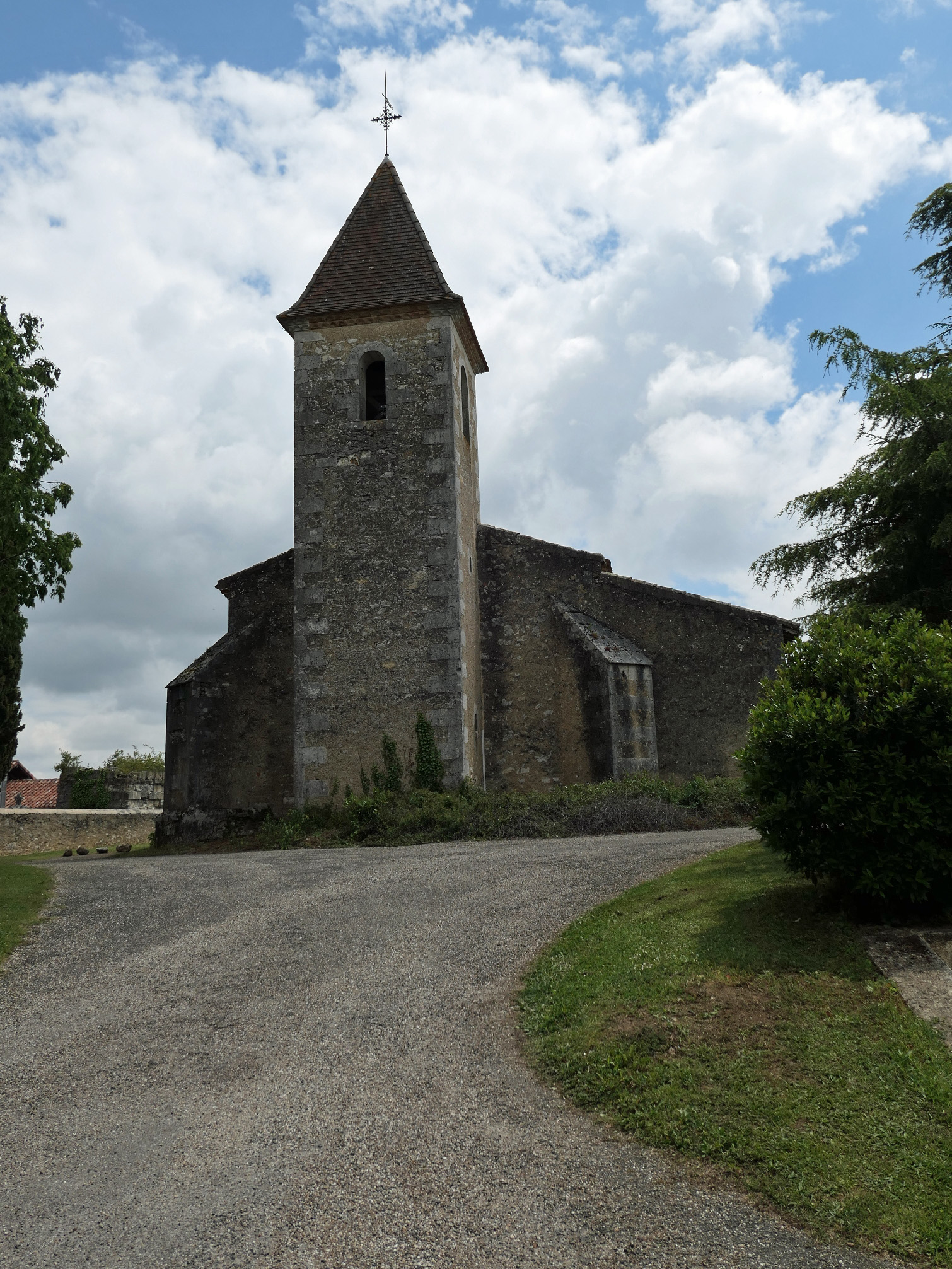
Kirche Saint-Barthélemy

Sie wurde im Jahr 1818 erbaut.
- Mégalithe de Bonas

## Wirtschaft und Infrastruktur
Bonas liegt in den Zonen AOC
- des Armagnacs (Armagnac, Bas-Armagnac, Haut-Armagnac, Armagnac-Ténarèze und Blanche Armagnac) und
- des Likörweins Floc de Gascogne (blanc, rosé).[4]

### Verkehr
Bonas ist über die Routes départementales 132, 150 und 939, die ehemalige Route nationale 639 erreichbar.